# Acanthocobitis botia
Acanthocobitis botia es una especie de peces de la familia Balitoridae en el orden de los Cypriniformes.

## Morfología
• Los machos pueden llegar alcanzar los 11 cm de longitud total.

## Distribución geográfica
Se encuentran en Asia: desde la  cuenca del río Indo (el Pakistán) hasta la del río Mae Khlong (Tailandia), incluyendo los ríos Ganges, Chindwin, Irrawaddy, Sitang y Salween. También está presente en Yunnan (la China).

## Hábitat
Es un pez de agua dulce y de clima tropical.